# 糙身細歧鬚鱨
糙身細歧鬚鱨，為輻鰭魚綱鯰形目倒立鯰科的其中一種，為熱帶淡水魚，分布於非洲加彭Ntem河流域，體長可達6.8公分，棲息在礫石底質的溪流底中層水域，生活習性不明。